# Helen Clark
Helen Elizabeth Clark, ONZ, SSI (Hamilton, 26 de fevereiro de 1950) é uma política neozelandesa e foi Primeira-ministra do seu país de 1999 até 2008. Formada em Política pela Universidade de Auckland, assumiu o poder na Nova Zelândia em 1999 como 37.ª pessoa a governar o país, sendo a segunda mulher.
Quando adolescente Clark participou de manifestações contra a Guerra do Vietnã e contra a construção de bases militares estrangeiras em seu país. Clark declara-se agnóstica.

## Biografia
Helen Clark é a filha mais velha de quatro filhas de uma família de fazendeiros de Waikato. Sua mãe era professora do primário, e seu pai um fazendeiro que apoiou o Partido Nacional da Nova Zelândia nas Eleições de 1981. Clark estudou na Escola Primária de Te Pahu, na Escola Feminina de Epsom e na Universidade de Auckland, onde se formou em Política. Logo após fez pós-graduação e PhD na mesma faculdade, terminando em 1974. Sua tese consistia em "Representação e Comportamento na Política Rural.
De 1977 a 1980 (quando foi eleita), Clark deu aula de Estudos Políticos na Universidade de Auckland.
Casou-se com o sociólogo Peter Davids, seu parceiro por cinco anos, logo após as eleições de 1980 (sob pressão de algum colegas de partido - Helen mesma não queria casar, em sua biografia conta que o choro não fora provocado por uma dor de cabeça, mas sim por não querer a união).

### Partido Trabalhista da Nova Zelândia
Clark tem desempenhado um papel importante no Partido Trabalhista da Nova Zelândia. Ela foi membro do executivo em dois momentos: um entre 1978 e 1988 e a outra vez entre 1989 até os dias de hoje. Acumulou a posição de Presidente do Conselho Juvenil do Partido, membro executiva do Conselho Regional do Partido em Auckland, secretária do Conselho das Mulheres do Partido e membro do Conselho de Políticas.

### Membro do Parlamento
Helen Clark ganhou pela primeira vez as eleições para a Casa dos Representantes nas Eleições Gerais de 1981 como uma das quatro mulheres eleitas. Eleita pelo eleitorado de Mt Albert em Auckland, ela se tornou a 17ª mulher a ser eleita para o Parlamento da Nova Zelândia.
Durante o primeiro mandato (1981-1984), ela se tornou membro do Comitê de Revisão de Estatutos. No segundo mandato (1984-1987), presidiu o Comitê Seleto em Relações Internacionais, Desarmamento e Controle de Armas, dois dos quais se fundiriam em um único comitê em 1985, intitulado Comitê Seletivo de Defesa.
Clark trabalhou no gabinete dos primeiros-ministros de seu partido: David Lange (1984-1989), Geoffrey Palmer (1989-1990), no último foi ministra da Saúde em janeiro de 1989 e Ministra do Trabalho em agosto de 1989.
De outubro de 1990 a dezembro de 1993, Clark foi Deputada Líder da Oposição, como porta-voz do seguimento para Saúde e Trabalho. Desafiou Mike Moore pela liderança do Partido dos Trabalhistas e venceu, tornou-se Líder da Oposição em 1 de dezembro de 1993 durante o governo de Jim Bolger (1990-1997) e Jenny Shipley (1997-1999).

### Primeira-ministra
Quando o Partido Trabalhista da Nova Zelândia voltou ao poder ocupando a maioria dos assentos do Parlamento, Clark se tornou primeira-ministra. Sendo a segunda mulher a assumir o cargo
Além de primeira-ministra, Clark acumulava os cargos de ministra das Artes, da Cultura e do Patrimônio desde que assumira em 5 de dezembro de 1999. Ela também era responsável pelo Serviço de Inteligência em Segurança da Nova Zelândia. Suas áreas de interesse englobam a política social e as relações internacionais.
Sendo líder do Partido, Clark negociou a formação de algumas alianças. A primeira foi formada com a Aliança (Alliance), durando de 1999 a 2002 quando foi rompida, já que Clark convocou novas eleições gerais e se uniu ao Partido Progressista da Nova Zelândia além dos partidos União Futura Nova Zelândia (United Future New Zealand e um acordo de "boa-fé" com o Partido Verde Aotearoa Nova Zelândia (Green Party of Aotearoa New Zealand. Em 2005, devido a novas eleições, o Partido Trabalhista e o Progressista renovaram a união, sendo dessa vez apoiados pelos partidos Primeiro Nova Zelândia (New Zealand First) e União Futura (United Future) em troca de receberem cargos.
Eu acho que é inevitável que a Nova Zelândia se torne uma república e isso refletiria a realidade de que a Nova Zelândia é uma nação do século XXI totalmente soberana a 12 000 milhas do Reino Unido— Helen Clark

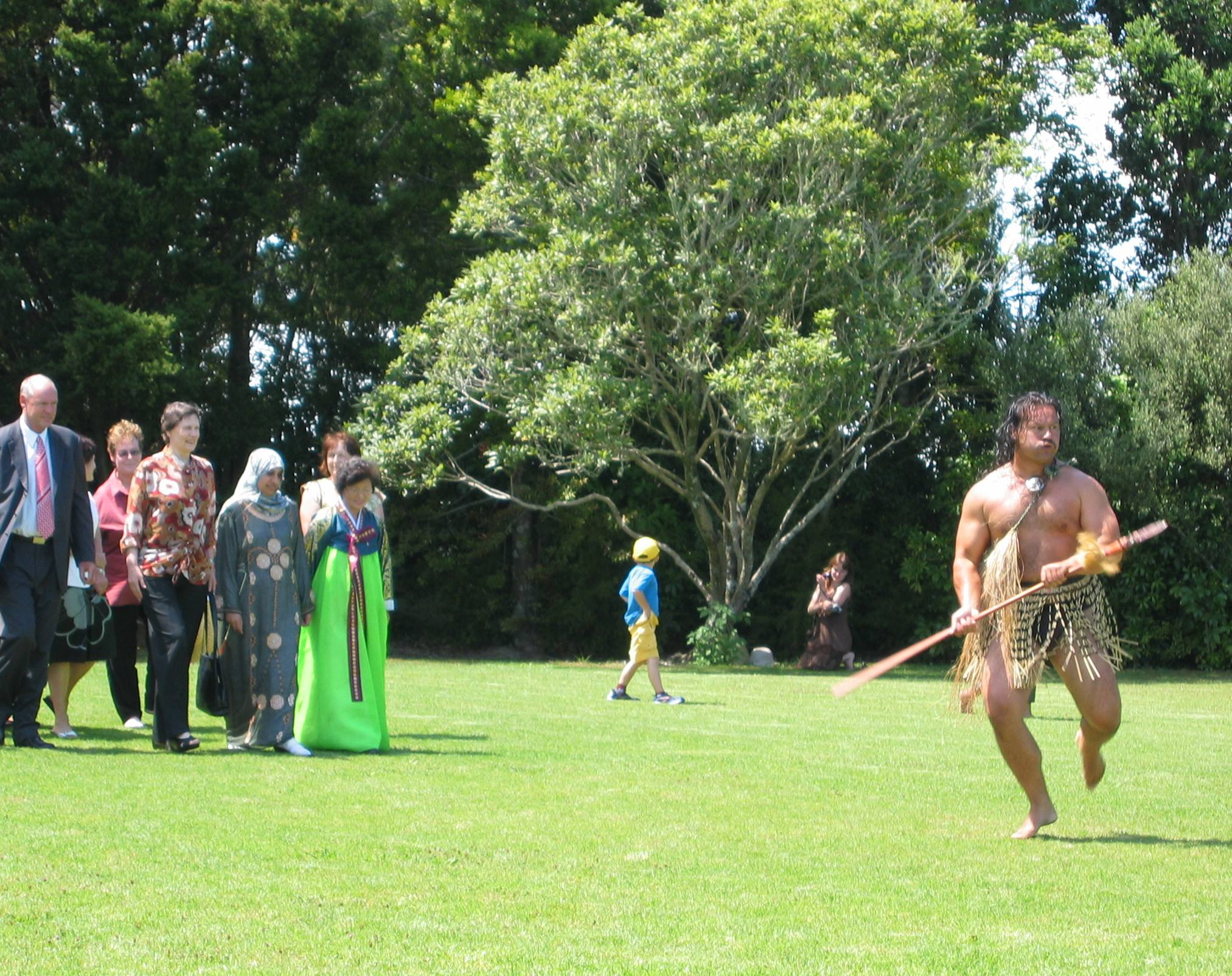
Helen Clark sendo recebida em West Auckland por um maori no Dia de Waitangi em 2006

Clark apoia a instituição da república na Nova Zelândia, posição compartilhada por seu partido. O mandato de Clark procura sempre abolir as tradições monarquistas. Clark aboliu as apelações a um Conselho em favor da criação de uma Corte Suprema, aboliu a utilização de títulos de nobreza como Knighthoods e Damehoods. Críticos do Governo Clark, alegam que ela não pode apoiar a república já que não tem mandato para isso.

### Relações internacionais
A Nova Zelândia tem, ao longo do Governo Clark, mantido o que ela e seus aliados chamam de política internacional "independente". Ao contrário da vizinha Austrália, a Nova Zelândia se recusou a participar da Invasão do Iraque sem o aval da ONU.
Em março de 2003, comentando sobre as ações da Força Multinacional no Iraque, Clark disse ao jornal Sunday Star Times que, "Eu não acho que se os Ataques de 11 de Setembro de 2001 estivessem sob o governo de Al Gore a consequência teria sido a mesma para o Iraque".  Ela mandou uma carta mais tarde se desculpando pela ofensa que teria causado a George W. Bush.
Helen Clark mantém boas relações com a República Popular da China. Em uma reportagem do "People's Daily", o presidente chinês, Jiang Zemin, referiu-se a Clark como uma "velha amiga".

## Reconhecimento
Em dezembro de 2013, foi eleita uma das 100 mulheres mais influentes do mundo pela BBC.